# 薩庫 (市鎮)
薩庫是愛沙尼亞哈爾尤縣的一個鄉村型市镇，位於該國北部，行政中心設於薩庫小镇。市镇面積171平方公里，2021年人口10,790，人口密度每平方公里63人。

## 行政管理
萨库市镇包括两个小镇和20个村庄。